# 龍江級巡邏艇
龍江級巡邏艇是1977年中華民國海軍以「先鋒計畫」引進美國塔科馬造船公司生產的PSMM Mk5多用途巡邏艇（Patrol Ship Multi-Mission），由美國海軍在1960年代服役的阿什維爾級砲艇（Asheville-class gunboat）衍生而成，原定要出售給中華民國海軍8艘，其中第一艘在美國建造，第二艘後交給中華民國的中國造船公司建造，但在建造第二艘後因兩國斷交導致後續的訂單被取消，因此本級僅有兩艘巡邏艇在中華民國海軍服役，分別是龍江號（PGG-601）與綏江號（PGG-602），本級的兩艘巡邏艇均已於2011年年底正式除役。

## 歷史沿革
1978年美國同意出售8艘PSMM Mk5多用途巡邏艇給中華民國海軍，中華民國海軍文件中以「先鋒計畫」代稱此批船艦之建案，其中第一艘在美國興建移交中華民國海軍，第二艘之後則在美國協助下由中國造船公司在中華民國興建，唯同年底美國吉米·卡特政府宣布與中華民國斷交，而且中美協防條約也將於1979年底正式廢除。在這樣的背景下，在綏江號完工後剩餘的6艘建造合約遭到取消。被取消的說法很多種，然至今尚未獲得證實:
1. 第一種說法是美國當時拒絕出售魚叉反艦飛彈給本級巡邏艇使用，因此中華民國方面取消後續的合約。
2. 第二種說法是美國知道這些巡邏艇將會使用雄風一型反艦飛彈，因此美國方面取消續建合約。
3. 第三種說法是中船在興建綏江號的過程當中出現許多問題，進度始終落後，導致中華民國海軍對中船與艦造合約不滿意，在轉移生產海鷗級飛彈快艇同時取消本級巡邏艇的後續生產合約。

前二種說法在時間和設計上不符合當時情況；後一說法認為真實原因還是因為中美斷交後，與兩岸重新簽署的公報、法律有關。
國軍於1976年向義大利採購24枚奧托馬一型反艦飛彈，計畫每艘裝備4具飛彈發射器，但於1978年取消合約，由以色列的天使二型飛彈取代。
1978年下半年，龍江級第一艘艇龍江號加入中華民國海軍服役，最初的艦艇編號為PGG-582；在改隸屬海軍一三一艦隊之後，艦艇編號改為PGG-601。
龍江級第二艘艇綏江號在1976年開始興建，因中美斷交，直到1981年年底由忠義計畫，中華民國海軍第一批派往美國學習造艦的29位軍官啟程赴美，才順利完工交艦，前後建造時間長達5年。綏江號除役前也隸屬於海軍一三一艦隊，艦艇編號PGG-602。
當事人口述：負責先鋒計畫的一廠副廠長應該是更早赴美學習造艦的軍官，畢業於海軍官校40年班，美國海军战争学院，曾任海軍官校教官、太昭輪機官、中權艦長，密西根大學Ann Arbor造船研究所畢業返台任職後令部副處長，接待美軍顧問團參觀一廠並簡報後，再調一廠擔任副廠長，領導先鋒計畫的小組，因計畫外派Tacoma造艦。期間，曾建議海軍造驅逐艦，後來成了忠義計畫，此建議被同在Tacoma的韓國軍官帶回，韓國有了蔚山艦。關於武進計畫、先鋒計畫及龍江艦的記載均未採訪此人，以至與事實或有出入。時任一廠廠長鄒弘達將軍（鄒開蓮父親）為輪機背景，曾擔任永嘉、太昭輪機長。由於中科院的雄風難產，派數名人員混充一廠人員前往以色列，欲取得天使飛彈機密，遭以方發現，以方警告一廠不得再次發生。尹清楓當時為一廠尉官，積極爭取加入先鋒計畫未果。負責先鋒計畫的副廠長在美國Tacoma造艦期間，中船在台灣介入，欲取得綏江以後的造艦合約。海軍告知副廠長返台續留一廠，延後晉升（依學經歷與年資應調四廠廠長占缺晉升，海軍要他續留一廠負責先鋒計畫，在一廠直升廠長），改由他人與美方簽約（有心人士不讓他簽約：除了副廠長，其他人都可以去簽），接手後續。為避免牢獄之災，殺身之禍，副廠長提前報退。

## 艦上系統

### 動力系統
龍江級採用複合柴油燃氣渦輪推進系統（CODOG），也就是船上裝有柴油引擎與燃氣渦輪引擎兩種不同的動力來源，可以分開或者是合併使用，柴油發動機是裝備3具通用汽車生產的12V149TI，總出力達到3,600匹馬力，燃氣渦輪引擎是裝備3具德事隆（AVCO-Lycoming）TF-40A，是由奇異航空生產的J79渦輪噴射發動機改良而來，總出力達到13,800匹馬力。
龍江級是中華民國海軍第一次使用複合柴油燃氣渦輪推進系統的艦艇，不過當年因中華民國海軍及中船都沒有複合柴油燃氣渦輪推進系統的使用經驗，使得龍江級服役起就有著主機過熱與效率不良的惡名，服役後也發生過火燒船的消息，不過詳細至今尚未公開，目前外界僅知龍江級現在已撤除複合柴油燃氣渦輪引擎。

### 作戰系統
龍江級作戰系統採用H930Mod2作戰系統，也就是日後裝在陽字號驅逐艦上武進一型作戰系統H930 Mod1之簡化型；不過由於船體限制，和陽字號驅逐艦上的武進一型系統有些許差別，兩者的差異在於龍江級的HR-76射控照明雷達與武進一型系統的操控臺都只有一座，而非陽字號驅逐艦上的各兩座，另一項差異就是龍江級改用HC-76平面搜索雷達，而非陽字號驅逐艦上的AN/SPS-10F平面搜索雷達。
| 巡邏艇       | 龍江號                 | 綏江號                 |
| 戰鬥管理系統 | 武進一型 H930Mod2 系統 | 武進一型 H930Mod2 系統 |
| 對空搜索雷達 | SPS-58C                | SPS-58C                |
| 平面搜索雷達 | HC-76                  | HC-76                  |
| 射控照明雷達 | HR-76                  | HR-76                  |
| 光學指揮儀   | Mk35                   | Mk35                   |
| 電戰預警系統 | WD-2A                  | WD-2A                  |

### 武器系統
龍江級在艇首配備一門Mk-75 76mm快砲，這門快砲與成功級巡防艦上使用的火炮相同。
在上層結構的後方，以兩兩配置的方式，共有4具雄風一型反艦飛彈發射箱，與原設計四枚SS 12M相同。由於發射箱的體積比魚叉飛彈的要大，可用飛彈數量少了4枚。
在船尾還有一門Bofors40毫米/70倍徑快砲。這兩門快砲可以在作戰系統控制下進行對空或者是對海目標射擊。
龍江號上有4具AV-2干擾火箭發射器，綏江號改用SMOC-4干擾火箭發射器，同樣也是4具。

## 服役情形
龍江級飛彈巡邏艦在服役初期是中華民國海軍最神秘的艦艇之一。服役之初，由於其能以超過35節的高速航行，同時裝備了H930Mod2作戰系統與雄風一型反艦飛彈與兩門快砲，故海軍一開始對此級艦有所期望，因此龍江艦也有「小陽字號」的暱稱。
當年一度傳聞中華民國海軍有意以此級艦來取代陽字號驅逐艦，但是最後本級艦只生產了兩艘，並未實現這個願望。中華民國海軍很少公開這兩艘艦艇的資料和照片，報章雜誌上也看不到他們的蹤影。反而是在國外出版的刊物或者是海軍年鑑當中有這兩艘飛彈巡邏艇的資料，這也讓龍江級的服役經歷蒙上不少神秘的面紗，外界公開的報導與訪問反而比較集中在噸位較小但是數量較多的海鷗級飛彈快艇上面。
這種現象，主要與龍江級服役過程中的先天不良，加上後天失調有關。郝柏村的八年參謀總長日記中多次提到，龍江級因機件問題，到他上任參謀總長的時候仍無法擔負戰備任務：龍江級上的76快砲並非原廠設計，而是海軍要求原廠加裝的武裝，在射擊上有許多問題；海軍也向其坦誠整個先鋒計畫基本上為失敗建案，無論是設計問題還是施工品質有瑕疵，龍江級在服役起便已被海軍高層放棄。
而後因機件問題，龍江級的兩艘船都曾經發生過機艙失火事件，起因可能與柴燃複合動力系統的設計有關，由於龍江級在不到200噸的船體內安裝了前無古人、後無來者的三軸複合動力系統，推進系統相當複雜，這使得龍江級的變速系統故障頻繁、也容易過熱，又加上在狹窄的船艙內塞入超出原始設計的主機數量，因此本級艦多次傳出火燒船意外。龍江艦曾發生輪機艙失火，損失慘重到艦長本來已經下令棄船，不過在艦上官兵努力下成功將船救回港大修，之後重新回到部隊執行任務。後來為了避免麻煩，龍江級的燃氣渦輪全部拆除，船上只留下柴油機繼續操作；因此，原始設計的高速，除了海試曾達成外，服役中基本上未能有相同表現。

## 除役
龍江號與綏江號在服役30年後，於2011年12月28日在高雄港新濱碼頭辦理除役典禮。除役典禮後，兩艇將移往海軍旗津營區內，由海軍左營基地勤務大隊空船保管組負責管理。未來兩艇不會改裝為演習用標靶船，有可能作為陳展船艦或捐給其他盟國。到2020年，這兩艘仍停放在旗津。